# Fimbricyclops jimhensoni
Fimbricyclops jimhensoni is een eenoogkreeftjessoort uit de familie van de Cyclopidae. De wetenschappelijke naam van de soort is voor het eerst geldig gepubliceerd in 1993 door Reid.